# Lake Bryan
Lake Bryan es un lugar designado por el censo ubicado en el condado de Brazos en el estado estadounidense de Texas. En el Censo de 2010 tenía una población de 1.728 habitantes y una densidad poblacional de 65,49 personas por km².

## Geografía
Lake Bryan se encuentra ubicado en las coordenadas 30°42′52″N 96°27′55″O / 30.71444, -96.46528. Según la Oficina del Censo de los Estados Unidos, Lake Bryan tiene una superficie total de 26.39 km², de la cual 23.71 km² corresponden a tierra firme y (10.15%) 2.68 km² es agua.

## Demografía
Según el censo de 2010, había 1.728 personas residiendo en Lake Bryan. La densidad de población era de 65,49 hab./km². De los 1.728 habitantes, Lake Bryan estaba compuesto por el 74.02% blancos, el 6.42% eran afroamericanos, el 0.23% eran amerindios, el 0.12% eran asiáticos, el 0.23% eran isleños del Pacífico, el 17.88% eran de otras razas y el 1.1% pertenecían a dos o más razas. Del total de la población el 47.45% eran hispanos o latinos de cualquier raza.